# Thone River
Thone River är ett vattendrag i Australien. Det ligger i delstaten New South Wales, i den sydöstra delen av landet, omkring 290 kilometer nordost om delstatshuvudstaden Sydney.
I omgivningarna runt Thone River växer i huvudsak städsegrön lövskog. Runt Thone River är det glesbefolkat, med 17 invånare per kvadratkilometer. Genomsnittlig årsnederbörd är 1 825 millimeter. Den regnigaste månaden är februari, med i genomsnitt 359 mm nederbörd, och den torraste är oktober, med 41 mm nederbörd.